# Glass Sports Motor
Glass Sports Motor bzw. Glassport Motor Co. war ein südafrikanischer Automobilhersteller.

## Geschichte
Bob van Niekerk gründete 1958 das Unternehmen in Kapstadt. Die Produktion von Automobilen begann. Der Markenname lautete GSM. Eine Quelle gibt an, dass die Produktion Ende 1962 endete und ab Januar 1963 im neuen Unternehmen G.S.M. Pty. Ltd. im Kapstädter Stadtteil Paarden Eiland fortgesetzt wurde. 1966 endete die Produktion.
Nach Angaben des GSM Club entstanden 266 Fahrzeuge in Südafrika.

## Modelle

### Dart

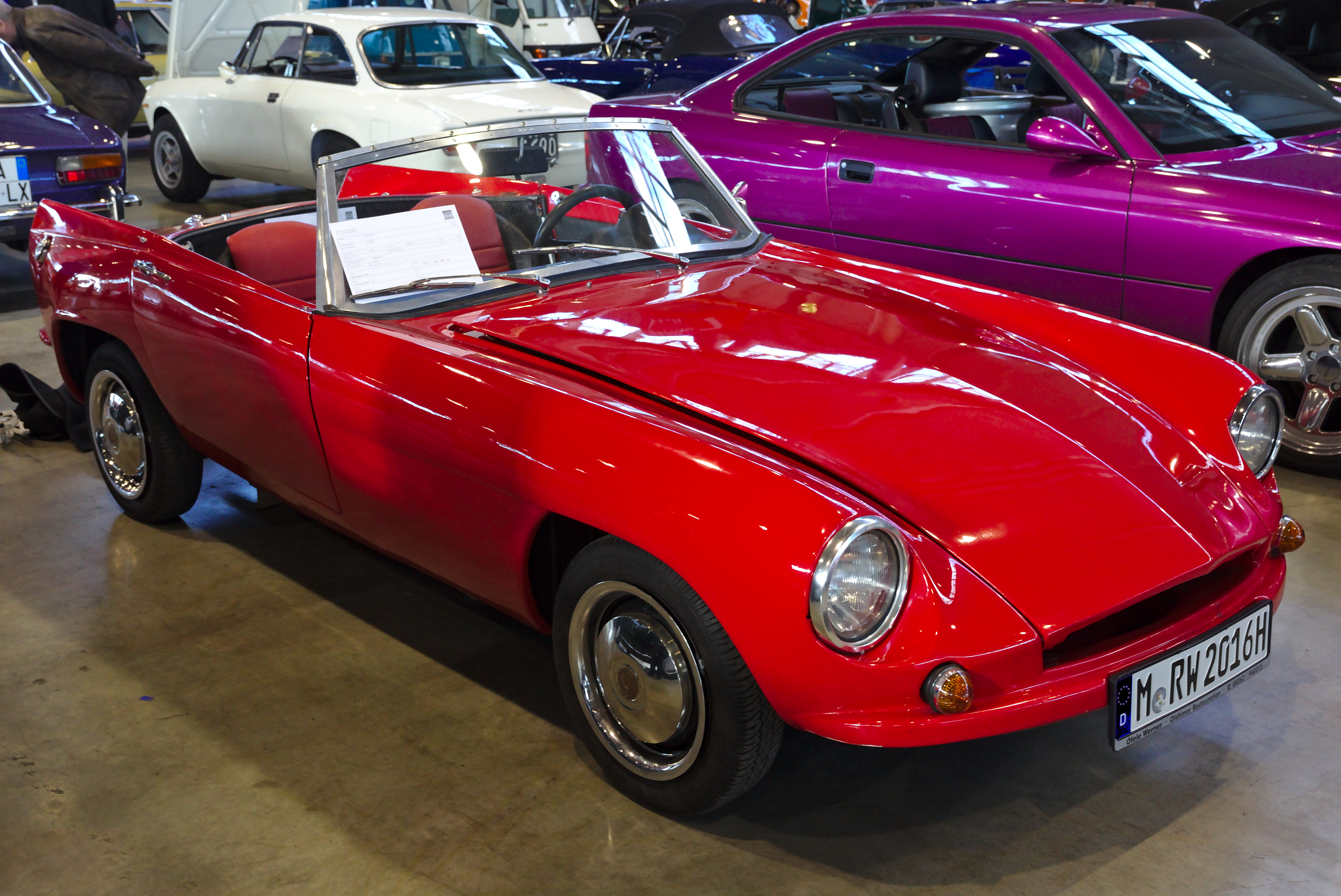
Glass Sports Motor Dart auf den Retro Classics 2019

Das erste Modell war der Dart. Designer war Verster de Witt. Ein Leiterrahmen bildete die Basis. Darauf wurde eine offene zweisitzige Karosserie aus Fiberglas montiert. Außerdem sind einige Coupés überliefert. Verschiedene Vierzylindermotoren von Ford, Coventry Climax und Alfa Romeo trieben die Fahrzeuge an.
Das Zweigwerk G.S.M. Cars im englischen West Malling fertigte dieses Modell von 1960 bis 1961 als GSM Delta.
In den 1990er Jahren stellte Dart Engineering eine Nachbildung des Dart her.

### Flamingo
1962 ergänzte der Flamingo das Sortiment. Dies war ein Coupé mit Schrägheck und zweigeteilter Heckscheibe, ebenfalls entworfen von de Witt. Zunächst trieb ein Motor vom Ford Taunus mit 1700 cm³ Hubraum die Fahrzeuge an, später ein Motor aus dem Ford Cortina mit 1500 cm³ Hubraum.